# ザムトゲマインデ・ヒンメルプフォルテン
ザムトゲマインデ・ヒンメルプフォルテン (Samtgemeinde Himmelpforten) は、ドイツ連邦共和国ニーダーザクセン州シュターデ郡の北西部にかつて存在していたザムトゲマインデ（集合自治体）である。

## 地理

### ザムトゲマインデの構成
ザムトゲマインデ・ヒンメルプフォルテンは、デューデンビュッテル、エンゲルショフ、グローセンヴェルデン、ハンマー、ヒンメルプフォルテンで構成されていた。

## 歴史
このザムトゲマインデは1972年7月1日に上記の町村で組織された。2014年1月1日にザムトゲマインデ・オルデンドルフと合併し、ザムトゲマインデ・オルデンドルフ＝ヒンメルプフォルテンが成立した。

## 文化と見所

### 観光
ヒンメルプフォルテンは、ドイツ・フェリー街道沿いに位置する。

### 年中行事
ヒンメルプフォルテンにはクリスマス郵便局が設けられる。

## 経済と社会資本
ザムトゲマインデ・ヒンメルプフォルテンは、主に農業で成り立っている。

### 教育
このザムトゲマインデ内には、ハンマーとヒンメルプフォルテンに合わせて2校の基礎課程学校がある。また、本課程・実科学校（ポルタ・コエリ・シューレ）がある。